# Váltságdíj (film, 1996)
A Váltságdíj (eredeti cím: Ransom) egy 1996-ban készült amerikai thriller Ron Howard rendezésében. A film főszereplői az alakításáért Golden Globe-díjra jelölt Mel Gibson, Rene Russo és Gary Sinise. Bemutatójára 1996. november 8-án került sor Észak-Amerikában, Magyarországon 1997. január 23-ától volt látható.
A történet alapötletét az alkotók az 1956-os, azonos című alkotástól kölcsönözték, amely maga is a The United States Steel Hour című televíziós sorozat egy két évvel korábbi epizódjára épült.

## Szereplők
| Szereplő       | Színész         | Magyar hang         |
| -------------- | --------------- | ------------------- |
| Tom Mullen     | Mel Gibson      | Sörös Sándor        |
| Kate Mullen    | Rene Russo      | Kovács Nóra         |
| Jimmy Shaker   | Gary Sinise     | Dörner György       |
| Lonnie Hawkins | Delroy Lindo    | Barbinek Péter      |
| Maris Conner   | Lili Taylor     | Madarász Éva        |
| Clark Barnes   | Liev Schreiber  | Barabás Kiss Zoltán |
| Cubby Barnes   | Donnie Wahlberg | Kálloy Molnár Péter |
| Miles Roberts  | Paul Handler    | Háda János          |
| Sean Mullen    | Brawley Nolte   | Előd Álmos          |
| Wallace        | Paul Guilfoyle  | Várkonyi András     |
| Jackie Brown   | Dan Hedaya      | Orosz István        |

## Történet
|  | Alább a cselekmény részletei következnek! |

Tom Mullen, egy repülőgép-vállalat rendkívül gazdag és befolyásos vezetőjének fiát elrabolják. A Mullen házaspár hamarosan egy videófelvételt kap e-mailben, melyen fiuk egy ágyhoz kötözve látható. Az üzeneten egy eltorzított hang kétmillió dollárt követel, s közli, hogy a rendőrség, az FBI, vagy a sajtó értesítése Sean halálát vonja maga után. A nem kimondottan makulátlan múlttal rendelkező Tom felesége nyomására végül úgy dönt, szakemberekhez fordul; Lonnie Hawkins ügynök és kollégái megfigyelés alá vonják a kommunikációs vonalakat. Az elkövető hamarosan jelentkezik, ám dörzsöltebbnek bizonyul a vártnál, így nem sikerül lenyomozni a hívás eredetét. Hawkins azt javasolja Mullennek, fizesse ki az emberrablót, mivel a statisztikák azt mutatják, az esetek többségében a túszt ekkor elengedik. Tom azonban bizonytalan mindebben, s mikor a pénzátadási-művelet baljós kimenetelűvé válik, kétségbeesett és megdöbbenést kiváltó lépésre szánja el magát: egyenes tévéadásban a váltságdíjat vérdíjjá teszi és annak ajánlja, aki feladja fia elrablóját; később az összeget meg is duplázza. A fejlemény a közvéleményt megosztja, Kate pedig meggyötörten vonja kérdőre férjét. A váratlan fordulat és egy veszteség Sean fogvatartóinak is fejtörést okoz. Az értelmi szerző azonban új vágányra tereli a szituációt, amiből még könnyedén győztesként emelkedhet ki…
|  | Itt a vége a cselekmény részletezésének! |

## Háttér
Ron Howard első választása Jimmy Shaker szerepére Alec Baldwin volt, aki azonban visszautasította a felkérést a karakter baljós természete és a kisgyermeket veszélynek kitevő történet miatt. Két évvel később, 1998-ban Baldwin alakította A kód neve: Merkúr főgonoszát, melyben bérgyilkosokat küld a Miko Hughes által játszott kilencéves kisfiúra. Philip Seymour Hoffman és Jack Black is jelentkezett Cubby Barnes szerepére, amit végül Donnie Wahlberg kapott meg. A film eleji partin a riportert egy tényleges újságíró, A.J. Benza alakítja, míg Shaker kollégáját a bolti jelenetben Richard Price, a forgatókönyvíró játssza.
Shaker, akit Gary Sinise alakít, a film folyamán Glock 19-es, Beretta 92 Compact L és Smith and Wesson Model 36-os fegyvereket használ. A szereplő neve egyébként beszédes név: az angol nyelvben a „shaking someone down” a zsarolásra egy kifejezés. A gonosztevő egy jelenetben a földfelszíni Eloikról és a föld alatt élő Morlockokról beszél Mullennek (Mel Gibson). E lények H. G. Wells Az időgép című tudományos-fantasztikus novellájának szereplői.
A felvétek 1996. január 10. és május 10. között zajlottak, túlnyomó részt eredeti helyszíneken, New Jersey és New York államokban. A film forgatása pár napig szünetelt, mikor Mel Gibsonnak sürgősségi vakbélműtétre volt szüksége. Liev Schreiber utolsó jelenetét több, mint tíz alkalommal vették fel.
Howard Shore megkomponálta a film teljes zenéjét, amit azonban Ron Howard rendező elutasított, s a zeneszerző helyére James Horner került. A film egyes plakátjain azonban Shore neve szerepel.

## Fogadtatás
A Rotten Tomatoes oldalán összegyűjtött 30 kritikusi vélemény 70%-a pozitív kicsengésű, köztük Roger Eberté is. Átlagosan 6,5 pontot ítéletek a produkciónak.
A Váltságdíj 1996 egyik legsikeresebb filmjévé vált, az Egyesült Államokban az éves lista ötödik helyét foglalhatta el, világviszonylatban pedig összesen több, mint 309 millió dollárt hozott. A videókölcsönzésekből további 147 millió dollár folyt be világszerte.

### Díjak és jelölések
- ASCAP Film- és Televíziós Zenei Díjak
  - díj: Top Box Office Film (James Horner)
- Blockbuster Entertainment Awards
  - díj: kedvenc színész – thriller (Mel Gibson)
  - díj: kedvenc mellékszereplő színésznő – thriller (Lili Taylor)
- Golden Globe-díj
  - jelölés:legjobb színész (dráma) (Mel Gibson)
- Image Awards
  - jelölés:legjobb férfi mellékszereplő (Delroy Lindo)
- Szaturnusz-díj
  - jelölés:legjobb akció/kaland/thriller-film
- Young Artist Awards
  - jelölés:legjobb alakítás mozifilmben – mellékszereplő fiatal színész (Brawley Nolte)